# A (маршрут метро, Нью-Йорк)
A Eighth Avenue Express — один из маршрутов Нью-Йоркского метрополитена. Пролегает по трём районам города: Манхэттену, Бруклину и Куинсу. Это самый длинный маршрут в метрополитене: свыше 31 мили (50 км), следуя от станции Инвуд — 207-я улица в Манхэттене до Фар-Рокавей — Мотт-авеню в Куинсе. Маршрут проходит по линиям Восьмой авеню, Ай-эн-ди, Фултон-стрит, Ай-эн-ди, и Рокавей, Ай-эн-ди. На картах, станциях, вагонах и т. д. он обозначается синим цветом, поскольку проходит по линии Восьмой авеню.
Маршрут A работает круглосуточно. Обычно поезда маршрута следуют от Инвуд — 207-я улица до Фар-Рокавей — Мотт-авеню или Озон-парк — Леффертс-бульвар в Куинсе.
В будни, в часы пик, некоторые рейсы маршрута A следуют в пиковом направлении (утром — в Манхэттен, вечером — из Манхэттена) от/до Рокавей-парка — Бич 116-й улицы. Эта разновидность маршрута A обозначается в расписании как , а на поездах обычным знаком . Эти рейсы выполняются реже, чем все остальные, и зачастую укорачиваются до ближних станций. Участок пикового маршрута от Рокавей-парка — Бич 116-й улицы до Брод-Чаннела обслуживается также челночным маршрутом S (Челнок Рокавей-парка), который работает круглосуточно.
Круглосуточно, кроме ночи, маршрут A работает экспрессом на всём протяжении параллельного локального маршрута C и локальным на других участках в Куинсе. Ночью же (приблизительно с 22:30 до 5:30 часов, в субботу до 6:00, в воскресенье до 7:00) поезда маршрута A, в связи с прекращением работы маршрута C, останавливаются на всех без исключения станциях, при этом южной конечной остановкой всех поездов является Фар-Рокавей — Мотт-авеню.
Маршрут A — единственный маршрут в Нью-Йоркском метро, который имеет пересадки на все поезда-челноки (на станциях 42-я улица — Автовокзал Портового управления, Франклин-авеню и Брод-Чаннел).

## Челнок Леффертс-бульвара
В ночные часы движение маршрута A до Леффертс-бульвара прекращается, однако участок от Юклид-авеню до Леффертс-бульвара обслуживает так называемый челнок Леффертс-бульвара, который тоже считается разновидностью маршрута A. Этот челнок обозначен на ночной карте как , а в расписании и на поездах как .

## История маршрута

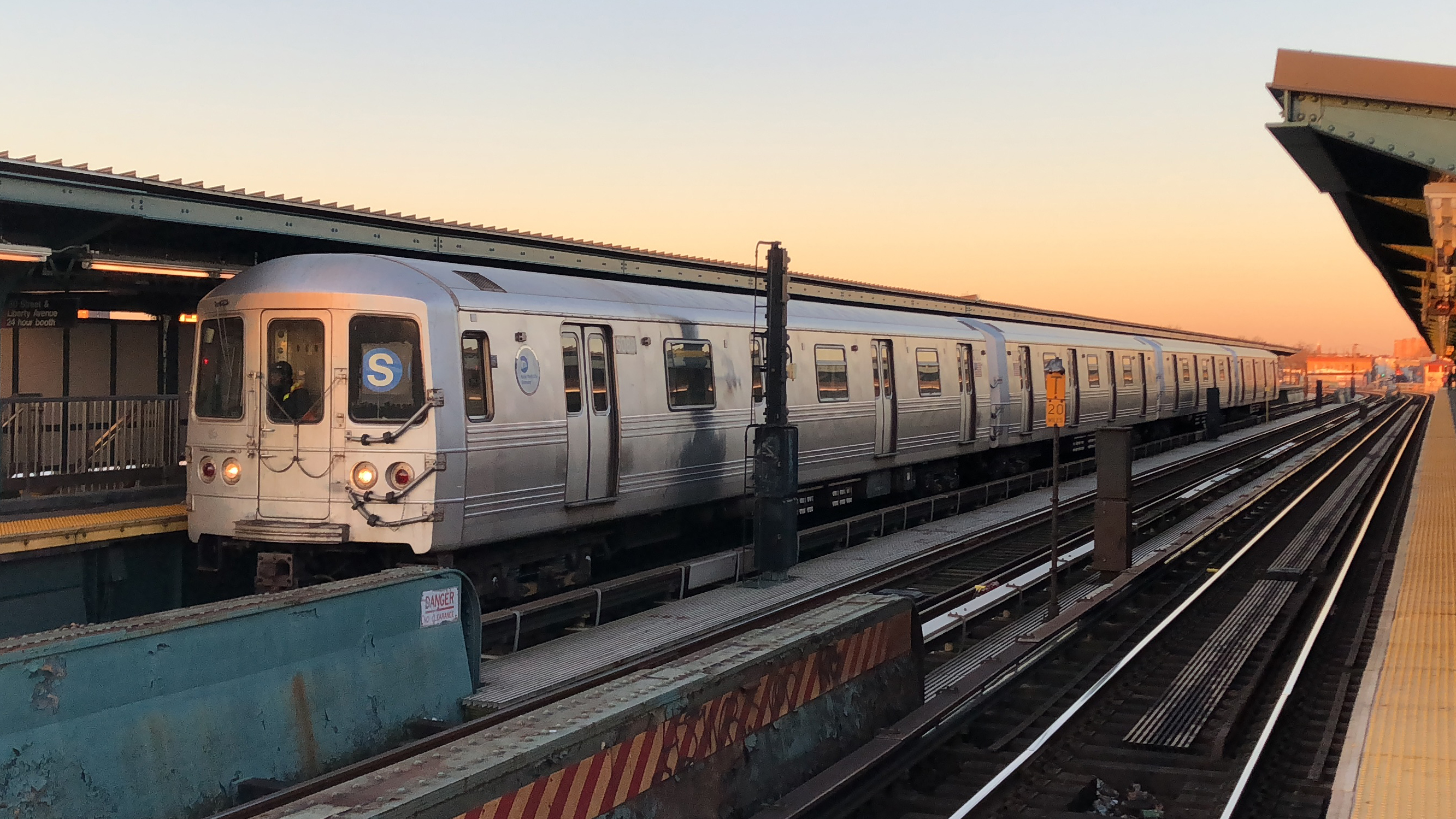
Ночной челнок из 4 вагонов R46 на станции 80-я улица

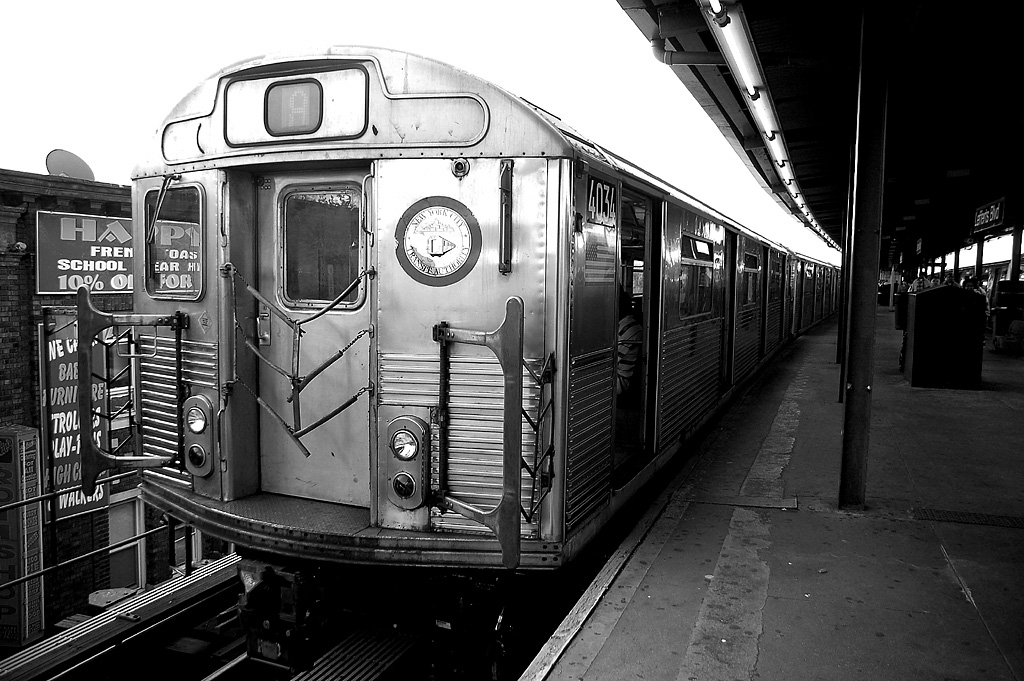
R38 #4034 на станции Ozone Park-Lefferts Boulevard в Куинсе, переставший работать на этом маршруте

Маршруты A и AA были первыми маршрутами на линия Восьмой авеню, Ай-эн-ди, которая открылась 10 сентября 1932 года. Маршрут A в то время работал экспрессом между Инвудом и Чеймберс-стрит (смежной с Хадсон-Терминал), а маршрут AA был локальным между 168th Street и Hudson Terminal (сегодня World Trade Center). Ночью и в воскресенье A не работал, а поезда маршрута AA двигались со всеми остановками.
Маршрут A был продлён до Jay Street-Borough Hall 1 февраля 1933, когда был открыт туннель до Бруклина, продолжение линии до Bergen Street открылось 20 марта, и до Church Avenue — 7 октября того же года.
9 апреля 1936 была открыта IND Fulton Street Line до Rockaway Avenue. 1936 год стал важной вехой в основании района Бедфорд-Стайвесант, как района общины афроамериканцев в Бруклине. Линия A соединила Гарлем в Манхэттене, который является этническим кварталом афроамериканцев, с Бедфорт-Стайвесантом, основанным в другой часть Нью-Йорка.
30 декабря 1946 и 28 ноября 1948 линия была продлена до станции Broadway—East New York (теперь Broadway Junction) и Euclid Avenue.
29 апреля 1956 была открыта станция Грант-авеню и BMT Fulton Street Line была продлена далее до Озон-парк — Леффертс-бульвар. Двумя месяцами позже, 28 июня 1956, бывшая LIRR Rockaway Line, была присоединена к метро, и маршрут начинался от Rockaway Park и Beach 25th Street. В это время, экспресс ходивший на Fulton Street Line в час пик, начал действовать с E.
16 января 1958 была создана новая конечная станция Far Rockaway, и соединение со станцией LIRR Far Rockaway, было разорвано. В 1963 линия E была продлена до района Рокавей в Куинсе, а A действовал локально до Юклид-авеню или Озон-парк — Леффертс-бульвар круглосуточно. (Челнок HH следовал по всему маршруту от Euclid Avenue до района Рокавей). 9 июля 1967 A был продлён до Far Rockaway, заменяя челнок HH, в полуденное, вечернее время, и в выходные. Пятью годами позже эта замена была распространена и на часы пик. 2 января 1973 маршрут A стал экспрессом вдоль Fulton Street, а E локальным.
В 1986 практика IND делать двубуквенные обозначения локальных маршрутов, была отменена. Линия AA была переименована в K. В 1988 он был переименован в C.
До 1990 года главный маршрут был до Озон-парк — Леффертс-бульвар, когда маршрут до Фар-Рокавей — Мотт-авеню не работал ночью. В это время был доступен переход на челнок, следовавший на Юклид-авеню. В 1990 это направление было объединено с ночным маршрутом A, следующим только до Фар-Рокавей — Мотт-авеню. Поезд-челнок следует от Юклид-авеню до Озон-парк — Леффертс-бульвар только ночью. Несколько лет спустя, специальный поезд начал ездить от Rockaway Park до Дайкман-стрит утром, и от 59-я улица — Колумбус-Серкл до Rockaway Park вечером.
В 1999 маршрут A стал экспрессом на Fulton Street Line вечером и в выходные, после кого, как маршрут C следовал от World Trade Center до Юклид-авеню в это время.
23 января 2005 пожар в диспетчерской на станции Чеймберс-стрит — Всемирный торговый центр сделал движение на маршрутах A и C невозможным. По оценкам, потребовалось бы несколько лет чтобы вернуть нормальное движение поездов по маршрутам, но оборудование было заменено на резервное и движение поездов на линии вернулось к норме 21 апреля 2005 года.

### Ураган «Сэнди»
Все станции метрополитена в целях безопасности были закрыты в ночь с 29 на 30 октября 2012 года из-за приближавшегося к Нью-Йорку урагана «Сэнди». Одна из линий, по которым проходит маршрут (линия Рокавей, Ай-эн-ди), находится в районе, наиболее подвергшемся разрушению. После урагана пути и станции на линии оказались в полуразрушенном состоянии. Вся линия Рокавей, Ай-эн-ди была закрыта. Спустя месяц открылись станции на участке от Рокавей-бульвара до Хауард-Бич и от Фар-Рокавей — Мотт-авеню до Бич 90-й улицы (через Хаммельский треугольник).
Таким образом маршрут A оказался разделен на две части: от Инвуда до Хауард-Бич (часть поездов до Озон-парка) и бесплатный рокавейский челнок от Фар-Рокавея до Бич 90-й улицы. Для отличия от «большей» части маршрута A и от челнока Рокавей-парка S, челнок получил обозначение H. Станции Хауард-Бич и Фар-Рокавей — Мотт-авеню для объединения системы были связаны бесплатным автобусным маршрутом.
30 мая 2013 года восстановлено движение по стандартной схеме.

## Маршрут
Используемые пути в зависимости от дня недели и времени суток
| Инвуд — 207-я улица            | 175-я улица                    | локальные пути                                              | локальные пути | локальные пути | — | —              |  |  |  |  |  |
| 168-я улица                    | Канал-стрит                    | экспресс-пути                                               | экспресс-пути  | локальные пути | — | —              |  |  |  |  |  |
| Чеймберс-стрит                 | Джей-стрит — Метротек          | локальные пути                                              | локальные пути | локальные пути | — | —              |  |  |  |  |  |
| Хойт-стрит — Скермерхорн-стрит | Шеперд-авеню                   | экспресс-пути                                               | экспресс-пути  | локальные пути | — | —              |  |  |  |  |  |
| Юклид-авеню                    | Юклид-авеню                    | экспресс-пути                                               | экспресс-пути  | локальные пути | — | экспресс-пути  |  |  |  |  |  |
| Грант-авеню                    | Рокавей-бульвар                | локальные пути                                              | локальные пути | локальные пути | — | локальные пути |  |  |  |  |  |
| 104-я улица                    | Озон-парк — Леффертс-бульвар   | локальные пути                                              | локальные пути | —              | — | локальные пути |  |  |  |  |  |
|                                |                                |                                                             |                |                |   |                |  |  |  |  |  |
| Акуидакт-Рейстрак              | Фар-Рокавей — Мотт-авеню       | локальные пути                                              | локальные пути | локальные пути | — | —              |  |  |  |  |  |
|                                |                                |                                                             |                |                |   |                |  |  |  |  |  |
| Бич 90-я улица                 | Рокавей-парк — Бич 116-я улица | локальные пути; только в пиковом направлении (часть рейсов) | —              | —              | — | —              |  |  |  |  |  |

Схема маршрута
| Условные обозначения |
| для дней и часов работы маршрутов (более точно указано во всплывающих подсказках при этих обозначениях): |
| --- |
| круглосуточно круглосуточно, кроме ночи круглосуточно, кроме будней днём (либо часов пик) в пиковом направлении в будни днём (и, возможно, вечером) в будни круглосуточно в часы пик в будни днём (либо в часы пик) в пиковом направлении в будни днём (либо в часы пик) в направлении, обратном пиковому в выходные ночью ночью и в выходные (и, возможно, вечером) нет движения поездов |

|  |

|  |

|  |

|  |

|  |

| автовокзал Моста Джорджа Вашингтона[англ.] |

|  |
|  |
|  |

| C — круглосуточно, кроме ночи · C — круглосуточно, кроме ночи | на той же станции |
| 1 — круглосуточно · 1 — круглосуточно                         | 168-я улица       |

|  |

|  |

|  |

| B — в будни днём и вечером до 23:00 · B — в будни днём и вечером до 23:00 · C — круглосуточно, кроме ночи · C — круглосуточно, кроме ночи · D — круглосуточно · D — круглосуточно |

|  |

|  |

| B — в будни днём и вечером до 23:00 · B — в будни днём и вечером до 23:00 · C — круглосуточно, кроме ночи · C — круглосуточно, кроме ночи · D — круглосуточно · D — круглосуточно |

|  |

|  |

|  |

|  |

|  |

|  |

|  |

|  |
|  |
|  |

| B — в будни днём и вечером до 23:00 · B — в будни днём и вечером до 23:00 · C — круглосуточно, кроме ночи · C — круглосуточно, кроме ночи · D — круглосуточно · D — круглосуточно | на той же станции           |
| 1 — круглосуточно · 1 — круглосуточно · 2 — ночью · 2 — ночью | 59-я улица — Колумбус-Серкл |

|  |

| E — ночью · E — ночью |

|  |
|  |
|  |
|  |
|  |
|  |
|  |
|  |
|  |

| C — круглосуточно, кроме ночи · C — круглосуточно, кроме ночи · E — круглосуточно · E — круглосуточно | на той же станции         |
| 1 — круглосуточно · 1 — круглосуточно · 2 — круглосуточно · 2 — круглосуточно · 3 — круглосуточно · 3 — круглосуточно | Таймс-сквер — 42-я улица  |
| 7 — круглосуточно · 7 — круглосуточно · <7> — в часы пик в пиковом направлении · <7> — в часы пик в пиковом направлении | Таймс-сквер               |
| N — круглосуточно · N — круглосуточно · Q — круглосуточно · Q — круглосуточно · R — круглосуточно, кроме ночи · R — круглосуточно, кроме ночи · W — в будни днём и вечером до 23:00 · W — в будни днём и вечером до 23:00                                                                             | Таймс-сквер — 42-я улица  |
| S (челнок 42-й улицы) — круглосуточно, кроме ночи · S (челнок 42-й улицы) — круглосуточно, кроме ночи | Таймс-сквер               |
| 7 — круглосуточно · 7 — круглосуточно · <7> — в часы пик в пиковом направлении · <7> — в часы пик в пиковом направлении | Пятая авеню               |
| B — в будни днём и вечером до 23:00 · B — в будни днём и вечером до 23:00 · D — круглосуточно · D — круглосуточно · F — круглосуточно · F — круглосуточно · <F> — в часы пик в пиковом направлении · <F> — в часы пик в пиковом направлении · M — в будни днём и вечером · M — в будни днём и вечером | 42-я улица — Брайант-парк |
| автовокзал Портового управления[англ.] |                           |

|  |
|  |
|  |

| C — круглосуточно, кроме ночи · C — круглосуточно, кроме ночи · E — круглосуточно · E — круглосуточно |
| Пенсильванский вокзал                                                                                 |

|  |

| E — ночью · E — ночью |

|  |
|  |
|  |

| C — круглосуточно, кроме ночи · C — круглосуточно, кроме ночи · E — круглосуточно · E — круглосуточно | на той же станции |
| L — круглосуточно · L — круглосуточно                                                                 | Восьмая авеню     |

|  |
|  |
|  |

| B — в будни днём и вечером до 23:00 · B — в будни днём и вечером до 23:00 · C — круглосуточно, кроме ночи · C — круглосуточно, кроме ночи · D — круглосуточно · D — круглосуточно · E — круглосуточно · E — круглосуточно · F — круглосуточно · F — круглосуточно · <F> — в часы пик в пиковом направлении · <F> — в часы пик в пиковом направлении · M — в будни днём и вечером · M — в будни днём и вечером |
| Девятая улица (PATH)[англ.] |

|  |

| E — ночью · E — ночью |

|  |

| C — круглосуточно, кроме ночи · C — круглосуточно, кроме ночи · E — круглосуточно · E — круглосуточно |

|  |
|  |
|  |
|  |
|  |

| C — круглосуточно, кроме ночи · C — круглосуточно, кроме ночи | на той же станции        |
| 2 — круглосуточно · 2 — круглосуточно · 3 — круглосуточно, кроме ночи · 3 — круглосуточно, кроме ночи                                                             | Парк-Плейс               |
| E — круглосуточно · E — круглосуточно | Всемирный торговый центр |
| N — ночью · N — ночью · R — круглосуточно, кроме ночи · R — круглосуточно, кроме ночи · W — в будни днём и вечером до 23:00 · W — в будни днём и вечером до 23:00 | Кортландт-стрит          |
| Всемирный торговый центр (PATH)[англ.] |                          |

|  |
|  |
|  |
|  |
|  |

| C — круглосуточно, кроме ночи · C — круглосуточно, кроме ночи                                                       | на той же станции |
| 2 — круглосуточно · 2 — круглосуточно · 3 — круглосуточно, кроме ночи · 3 — круглосуточно, кроме ночи               | Фултон-стрит      |
| 4 — круглосуточно · 4 — круглосуточно · 5 — круглосуточно, кроме ночи · 5 — круглосуточно, кроме ночи               | Фултон-стрит      |
| J — круглосуточно · J — круглосуточно · Z — в часы пик в пиковом направлении · Z — в часы пик в пиковом направлении | Фултон-стрит      |
| Всемирный торговый центр (PATH)[англ.]                                                                              |                   |

|  |

| C — круглосуточно, кроме ночи · C — круглосуточно, кроме ночи |

|  |
|  |
|  |

| C — круглосуточно, кроме ночи · C — круглосуточно, кроме ночи · F — круглосуточно · F — круглосуточно · <F> — в часы пик в пиковом направлении · <F> — в часы пик в пиковом направлении | на той же станции     |
| N — ночью · N — ночью · R — круглосуточно · R — круглосуточно · W — часть рейсов в часы пик в пиковом направлении · W — часть рейсов в часы пик в пиковом направлении                   | Джей-стрит — Метротек |

|  |

| C — круглосуточно, кроме ночи · C — круглосуточно, кроме ночи · G — круглосуточно · G — круглосуточно |

|  |

|  |

|  |

| S (челнок Франклин-авеню) — ночью · S (челнок Франклин-авеню) — ночью | Франклин-авеню |

|  |

| C — круглосуточно, кроме ночи · C — круглосуточно, кроме ночи |

|  |

|  |

| C — круглосуточно, кроме ночи · C — круглосуточно, кроме ночи |

|  |

|  |

|  |
|  |
|  |

| C — круглосуточно, кроме ночи · C — круглосуточно, кроме ночи                                                       | на той же станции |
| J — круглосуточно · J — круглосуточно · Z — в часы пик в пиковом направлении · Z — в часы пик в пиковом направлении | Бродвей-Джанкшен  |
| L — круглосуточно · L — круглосуточно                                                                               | Бродвей-Джанкшен  |

|  |

|  |

|  |

|  |

| C — круглосуточно, кроме ночи · C — круглосуточно, кроме ночи · S (челнок Леффертс-бульвара) — ночью · S (челнок Леффертс-бульвара) — ночью |

| A — ночью · A — ночью |

|  |

| S (челнок Леффертс-бульвара) — ночью · S (челнок Леффертс-бульвара) — ночью |

| A — ночью · A — ночью |

|  |

| S (челнок Леффертс-бульвара) — ночью · S (челнок Леффертс-бульвара) — ночью |

| A — ночью · A — ночью |

|  |

| S (челнок Леффертс-бульвара) — ночью · S (челнок Леффертс-бульвара) — ночью |

| A — ночью · A — ночью |

|  |

| S (челнок Рокавей-парка) — в выходные летом · S (челнок Рокавей-парка) — в выходные летом · S (челнок Леффертс-бульвара) — ночью · S (челнок Леффертс-бульвара) — ночью |

| A — ночью · A — ночью |

|  |

|  |

|  |

|  |

|  |

|  |

|  |

|  |

|  |

| S (челнок Рокавей-парка) — в выходные летом · S (челнок Рокавей-парка) — в выходные летом |

|  |

| S (челнок Рокавей-парка) — в выходные летом · S (челнок Рокавей-парка) — в выходные летом |

|  |
|  |
|  |

| S (челнок Рокавей-парка) — в выходные летом · S (челнок Рокавей-парка) — в выходные летом |
| AirTrain JFK[англ.]                                                                       |

|  |

| S (челнок Рокавей-парка) — круглосуточно · S (челнок Рокавей-парка) — круглосуточно |

|  |

|  |

|  |

|  |

|  |

|  |

|  |

|  |

|  |

|  |

|  |

|  |

|  |

|  |

| Фар-Рокавей (LIRR)[англ.] |

|  |

| S (челнок Рокавей-парка) — в часы пик · S (челнок Рокавей-парка) — в часы пик |

|  |

| S (челнок Рокавей-парка) — в часы пик · S (челнок Рокавей-парка) — в часы пик |

|  |

| S (челнок Рокавей-парка) — в часы пик · S (челнок Рокавей-парка) — в часы пик |

|  |

| S (челнок Рокавей-парка) — в часы пик · S (челнок Рокавей-парка) — в часы пик |